# Keep Ya Head Up
«Keep Ya Head Up» — третий по счёту сингл с альбома Strictly 4 My N.I.G.G.A.Z.. Трек «Baby Don't Cry (Keep Ya Head Up II)» с альбома Still I Rise, является продолжением темы, затронутой в данном треке.
На песню был снят клип, который начинается с фразы «Dedicated to the memory of Latasha Harlins, it’s still on» (рус. Посвящается светлой памяти Латаши Харлинс), которая была застрелена в возрасте 15 лет, 51-летней корейской продавщицей магазина.

## Дорожки
- Макси CD

1. «Keep Ya Head Up» — 4:29
2. «Keep Ya Head Up» (Vibe Tribe Remix) — 4:28
3. «Keep Ya Head Up» (Madukey Remix) — 4:17
4. «Rebel of the Underground» — 3:18
5. «I Wonder If Heaven Got a Ghetto» — 4:41

- Промо 12"

1. «Keep Ya Head Up» (Edit) — 4:12
2. «Keep Ya Head Up» (Vibe Tribe Remix) — 4:28
3. «Keep Ya Head Up» (Madukey Remix) — 4:17
4. «I Get Around» (Remix) — 3:51

## Семплы
- «Be Alright» — Zapp & Roger
- «O-o-h Child» — The Five Stairsteps
- «Prince of Darkness» — Big Daddy Kane

## Чарты
| Чарт (1994)                           | Наивысшая позиция |
| ------------------------------------- | ----------------- |
| США (Billboard Hot 100)               | 12                |
| США (Billboard Hot R&B/Hip-Hop Songs) | 7                 |

## Прочее
- В 2005 году, на одном из выступлений, рэпер Nas исполнил в живую трек «Keep Ya Head Up».
- По версии журнала About.com, трек занял 11 место в списке «100 Greatest Rap Songs»[4].
- Песня является саундтреком к фильму «Писатели свободы».